# Bronowice Wielkie
Bronowice Wielkie – obszar Krakowa wchodzący w skład Dzielnicy IV Prądnik Biały, dawna podkrakowska wieś. Nie stanowi jednostki pomocniczej niższego rzędu w ramach dzielnicy.
W roku 2006 ta część miasta liczyła około 3400 mieszkańców.

## Położenie
Bronowice Wielkie od północy graniczą z Toniami (granica biegnie potokiem Sudół), od wschodu z Krowodrzą (granica biegnie dzisiejszą ul. Stachiewicza), od południa z Łobzowem i Bronowicami Małymi (granica biegnie dzisiejszą ul. Radzikowskiego), od zachodu z Modlniczką.
Główne ulice: ul. Ojcowska, ul. Chełmońskiego, ul. Na Polach, ul. Stawowa.

## Historia
Założone na Wróżnej Górze na północny zachód od centrum Krakowa. Bronowice Wielkie to dawna wieś przy drodze przez Zabierzów na Śląsk, która pierwotnie należała do klasztoru benedyktynów w Tyńcu. W 1274 opat tyniecki Kosma za zgodą Bolesława V Wstydliwego zezwolił mieszczanom krakowskim Henrykowi i Gerardowi lokować wieś na prawie średzkim oraz nadał ją kościołowi św. Jerzego na Wawelu. Pierwszymi sołtysami Bronowic byli mieszczanie krakowscy Dietmar i Krystian. W latach 1464–1472 sołtysem był Jerzy Kesling, wójt sądu najwyższego prawa niemieckiego na Zamku Królewskim w Krakowie, za sprawą którego król Kazimierz IV Jagiellończyk przeniósł wieś na prawo magdeburskie.
Wieś kapituły kolegiaty św. Jerzego w Krakowie w powiecie proszowickim województwa krakowskiego w końcu XVI wieku. W 1561 dokonano podziału pomiędzy Bronowicami Dużymi a Bronowicami Małymi, natomiast król Zygmunt August w 1562 r. potwierdził dokonany przez opata tynieckiego Jana Łowczowskiego przekaz kanonii bronowickiej w kolegiacie św. Jerzego na rzecz Akademii Krakowskiej, do której wieś należała przez dwieście lat. Wieś w XVIII w. liczyła sobie ponad 300 mieszkańców oraz około 55 domów, dwór, młyn oraz 2 karczmy. W wyniku reformy uczelni dokonanej w latach 1777–1786 przez Hugona Kołłątaja zniesiono we wsi pańszczyznę, grunty zaś wydzierżawiono miejscowym chłopom. W konsekwencji III zaboru Bronowice Wielkie znalazły się pod panowaniem austriackim, a w 1815 roku weszły w skład Rzeczypospolitej Krakowskiej i wchodziły w jej skład aż do 1846 roku, gdy po upadku powstania krakowskiego Cesarstwo Austriackie anektowało Rzeczpospolitą Krakowską. W 1878 roku w Bronowicach powstała szkoła. W 1882 r. posiadłość dworską kupił Jan Władysław Fischer, który wybudował eklektyczny pałac oraz prywatną kaplicę, obecnie stanowiącą prezbiterium kościoła parafialnego pod wezwaniem Stygmatów św. Franciszka z Asyżu, którego początki sięgają 1895 r. Erygowaną w 1909 r. parafię powierzono reformatom; kościół zbudowano na bazie kaplicy Fischerów. W tym samym roku co parafia został poświęcony cmentarz na Wróżnej Górze (Pasterniku).
Bronowice Wielkie przyłączono do Krakowa 19 października 1910 jako XXXVI dzielnicę katastralną. Kościół rozbudowano w latach 1976–1980 (proj. Antoni Mazur). W pobliżu kościoła w 1989 r. powstało Wyższe Seminarium Duchowne Zakonu Braci Mniejszych Franciszkanów. W 1954 r. w urbanizujących się Bronowicach zlokalizowano Zakład Farmakologii PAN, a w latach 1955–1957 wzniesiono zespół budynków Instytutu Fizyki Jądrowej.

## Etymologia nazwy
Nazwa Bronowice pochodzi o imienia niemieckiego rycerza Bruno lub od imienia opata tynieckiego z XII wieku.
Oprócz nazwy Bronowice pojawiały się takie nazwy jak: Bronowicze, Brunowicze Theutonicalis – użyta podczas procesu przeprowadzonego na Zamku Królewskim na Wawelu w 1415 roku, Wronyewicze. Bronowice Wielkie były również określane jako Bronowice Duże, Bronowice Wyższe lub Bronowice Górne.

## Zabytki
- Cmentarz Bronowice – miejsce pochówku wielu wybitnych przedstawicieli życia społecznego i kulturalnego.
- Cmentarz „cholernik” znajdujący się u zbiegu ulic Piaskowej i Chełmońskiego. Powstał w latach 1707–1710, gdy od morowego powietrza zmarło w Bronowicach Wielkich 180 osób. Służył on jeszcze wielokrotnie podczas następnych epidemii cholery i czarnej ospy w latach 1837, 1848, 1855, 1866, 1872, 1886 oraz 1892.

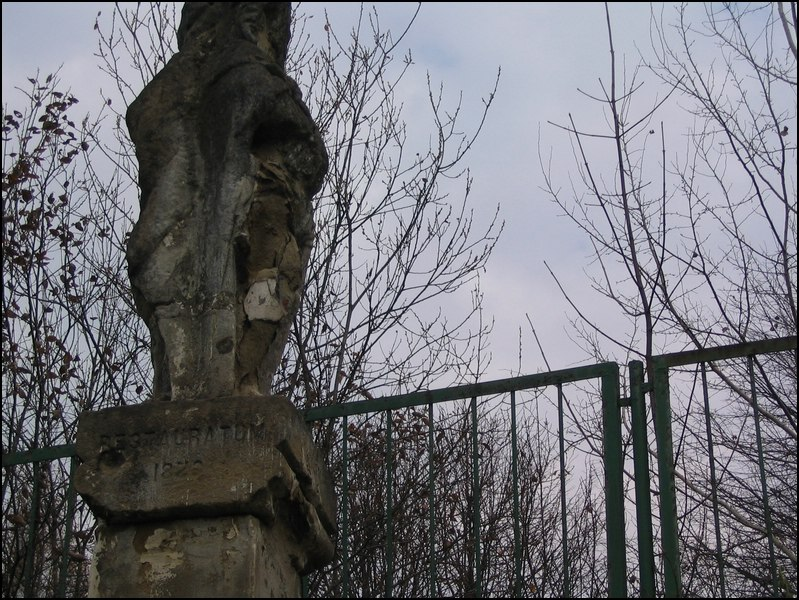
Figura dwóch postaci

- Figura przydrożna na niewysokim postumencie kamiennym na Pasterniku.

Na skraju poligonu wojskowego, przy drodze krajowej nr 79, jeszcze kilka lat temu stała figura dwóch postaci stojących tyłem do siebie. Pierwszą z nich jest Matka Boża w pofałdowanej szacie, z żelaznym mieczem boleści w piersi, a drugą nagi Chrystus, w koronie cierniowej na głowie, z żelazną trzciną w ręku (w typie Ecce Homo). Nieznany jest dokładny rok powstania, ale szacuje się, że powstała w XVIII wieku. Figurę tę opisywali etnograf Oskar Kolberg w 1871 roku oraz historyk sztuki Stanisław Tomkowicz w dziele „Raciborowice” w 1906 roku i w „Tece Grona Konserwatorów Galicyi Zachodniej” w 1909 roku.
Odnowioną rzeźbę w 2014 roku przeniesiono do Nadwiślańskiego Parku Etnograficznegow w Wygiełzowie. Znajduje się ona na terenie skansenu przy zabytkowym kościele z Ryczowa pw. Podniesienia Krzyża Świętego.
- Kapliczki:
  - Kapliczka z obrazem Matki Boskiej Śnieżnej, znajdująca się u zbiegu ulic Budrysów i Ojcowskiej. Powstała w 1830 roku; wzniesiono ją prawdopodobnie jako wotum dziękczynne po ustaniu epidemii cholery. Dziś co roku w święto Bożego Ciała do kapliczki dochodzi procesja.
  - Kapliczka Matki Boskiej Niepokalanej – znajduje się przy ulicy Ojcowskiej; wzniesiono ją w 1905 roku.
  - Kapliczka Wielu Świętych – znajduje się na końcu ulicy Budrysów. Swoją nazwę zawdzięcza sześciu zdobiącym ją obrazom; powstała w 1925 roku.
- Pałac Fischerów – zbudowany pod koniec XIX wieku przez Jana Władysława Fischera, następnie odsprzedany Helenie Benisowej – żonie profesora ekonomii Uniwersytetu Jagiellońskiego. Po II wojnie światowej w pałacu mieścił się internat. W latach pięćdziesiątych pałac stał się własnością PAN; dziś mieści się w nim Zakład Farmakologii PAN.
- Pałacyk Rutkowskiego – wybudowany w 1926 roku, zaprojektowany przez Józefa Gałęziowskiego – profesora ASP. Po II wojnie światowej właściciele wydzierżawili pałacyk PAN, a następnie go sprzedali. Dziś mieści się w nim Zakład Fitochemii PAN.
- Podchruście – kazamata, skład amunicji wybudowany przez Austro-Węgry na początku I wojny światowej, wchodził w skład fortu Pasternik (Fortu 43a Podchruście).
- Willa pod Gackami – zwana również „pałacykiem japońskim” – na początku XX wieku przebudowana przez nowego właściciela Wincentego Łepkowskiego, który odkupił willę od Jana Fischera. W czasie I wojny światowej w willi gościł czasami Józef Piłsudski. W trakcie II wojny światowej w willi znalazło schronienie sporo osób, bez względu na pochodzenie, przekonania polityczne czy wyznanie. Po II wojnie willa została sprzedana przez Łepkowskich. W 1991 została zakupiona przez siostry zakonne. Dziś w Willi pod Gackiem mieści się przedszkole.

## Dziś

### Bronowice Wielkie
Historyczna część znajduje się w obszarze ograniczonym ulicami Jasnogórską i Radzikowskiego oraz poligonem wojskowym Pasternik. Od kilku lat systematycznie rozbudowująca się (nowe ulice: Hoża, Dzielna, Pejzażowa, Waleczna) ze względu na atrakcyjne położenie: bliski dojazd do centrum, Nowej Huty, obok dróg do Katowic, Wrocławia, Olkusza, Bytomia oraz na lotnisko w Balicach, łatwy dojazd do centrów handlowych (Galeria Bronowice), sklepów wielkopowierzchniowych (Castorama, Ikea, Makro, Obi, Witek’s, Leroy Merlin), jak również ze względu na takie walory jak bezpieczeństwo, cisza i duży obszar terenów zielonych (Tenczyński Park Krajobrazowy).

### Bronowice Wielkie Wschód
Nowe osiedle powstałe na początku lat 90. XX wieku w obszarze ulic Conrada, Jasnogórska, Stelmachów. W ostatnim czasie szybko rozbudowujące się wzdłuż ulic Chełmońskiego, Stelmachów i Piaskowej.

### Pasternik
Osiedle budowane przy ulicy Pasternik, w okolicy poligonu wojskowego Pasternik. W ciągu sześciu lat na obszarze ponad 7 ha ma powstać 40 dwu- i trzykondygnacyjnych budynków, w których w sumie będzie 670 mieszkań o powierzchni od 46 do 90 m kw..

## Infrastruktura

### Edukacja i sport
- Szkoła Podstawowa nr 51 im. Stanisława Wyspiańskiego
- Biblioteka Kraków – Filia 17 (ul. Ojcowska 27)
- boisko Bronowickiego KS

### Nauka
- Instytut badawczy Akademii Rolniczej
- Instytut Farmakologii PAN, ul. Smętna 12
- Instytut Fizyki Jądrowej PAN, ul. Radzikowskiego 152 – w 1958 roku uruchomiono w nim pierwszy w Polsce cyklotron[6]

### Miejsca kultu religijnego
- Kościół franciszkanów pw. Stygmatów św. Franciszka z Asyżu (siedziba parafii) wraz z klasztorem i Wyższym Seminarium oo. Franciszkanów, ul. Ojcowska 1
- Cmentarz Bronowicki, ul. Pasternik 40
- Sala Królestwa Świadków Jehowy (krakowskie zbory: Azory, Krowodrza, Łobzów)[7], ul. Na Polach 36a

### Inne
- kilka nowych osiedli mieszkaniowych
- obiekty handlowe: Castorama, Galeria Bronowicka (Auchan), IKEA, Makro Cash and Carry, OBI

## Komunikacja
Do Bronowic Wielkich można dojechać obsługiwanymi przez MPK Kraków autobusami linii nr 114, 120, 168, 210, 230, 238, 248, 258, 268, 278, 501, 611.
Wzdłuż granicy osiedla przebiega droga krajowa do Katowic i Wrocławia (autostrada A4). Ponadto, pomiędzy Bronowicami Wielkimi a Bronowicami Wielkimi Wschód, przechodzi droga krajowa nr 94 w kierunku Olkusza.

## Sport
Bronowicki Klub Sportowy – klub powstały w 1946 roku z inicjatywy Jana Filipowskiego, Jana Stachnika, Antoniego Sikory, Jana Kozynackiego i Jana Kiełkowicza jako Robotniczy Klub Sportowy (RKS) Bronowicki w krakowskich Bronowicach Wielkich. W klubie obok dwóch sekcji sportowych: piłkarskiej i tenisa stołowego (bez udziału w rozgrywkach) istniała, długo i prężnie działająca sekcja teatralna. Poza tym klub zajmował się również organizacją festynów, odbywających się okazjonalnie w lasku Benisa przy ulicy Smętnej. Siedziba klubu znajduje się przy ul. Ojcowskiej, a boisko przy ul.Jasnogórskiej. Obecnie w klubie działa sekcja piłkarska w krakowskiej C-klasie, grupie 2.

## Galeria

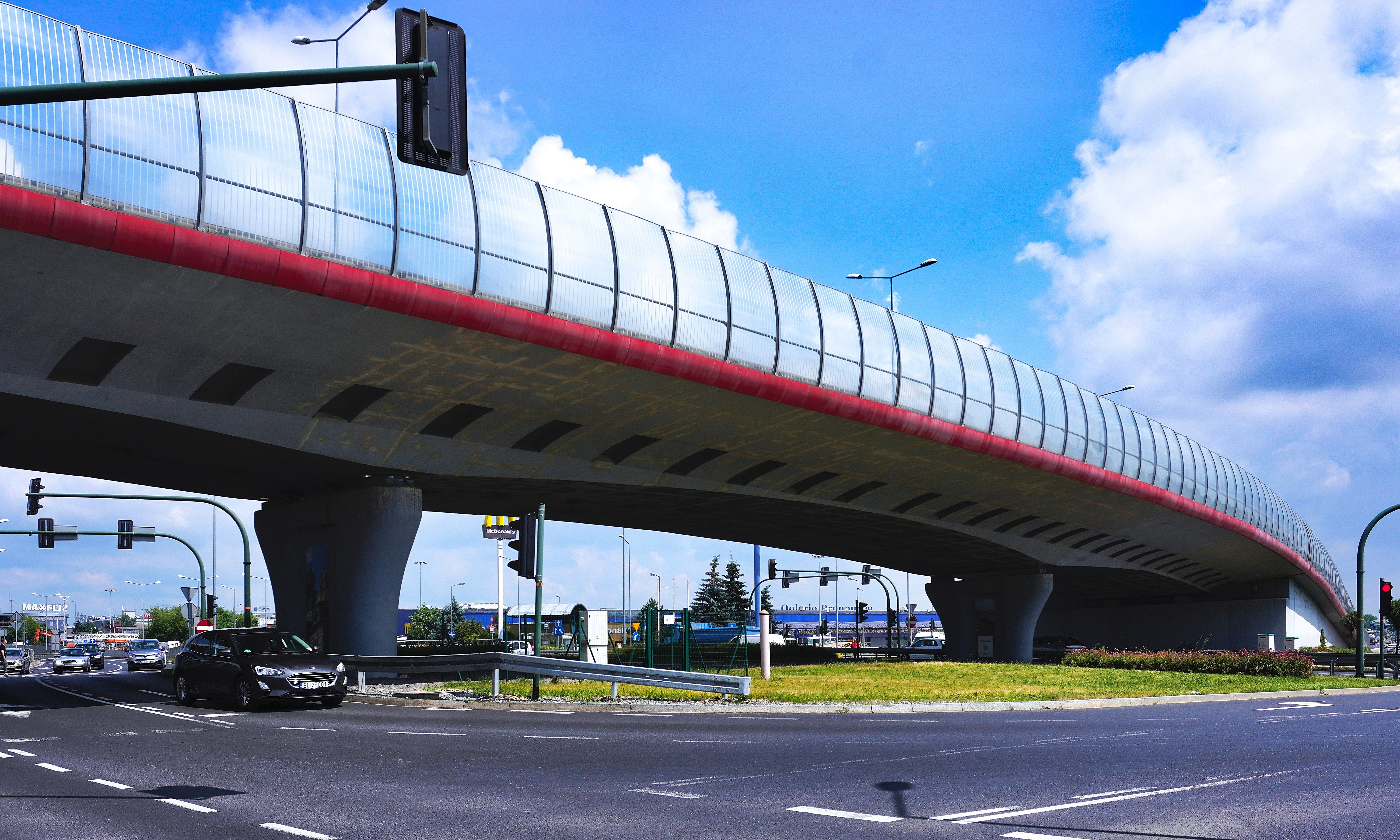
Rondo Ofiar Katynia
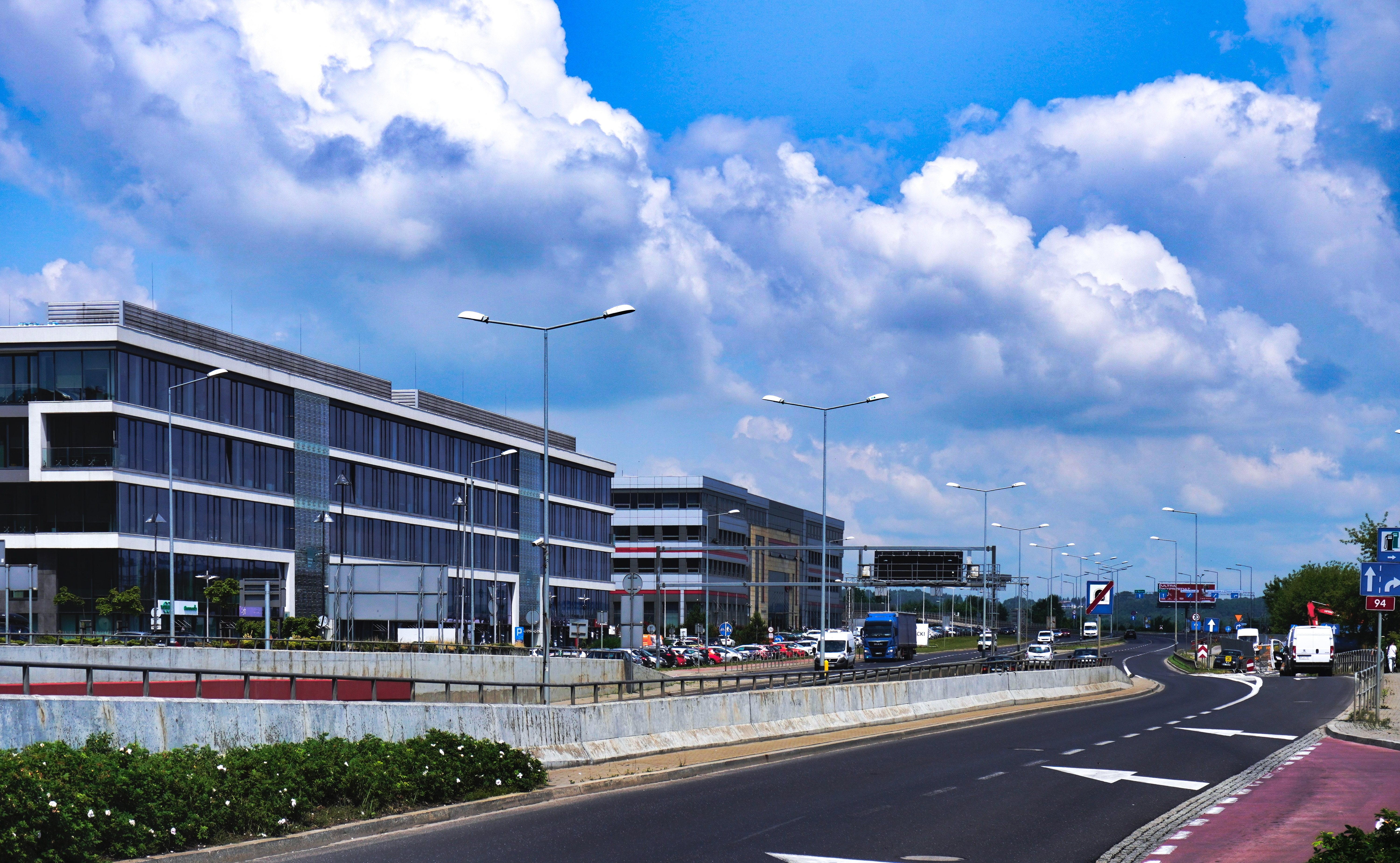
Ulica Jasnogórska
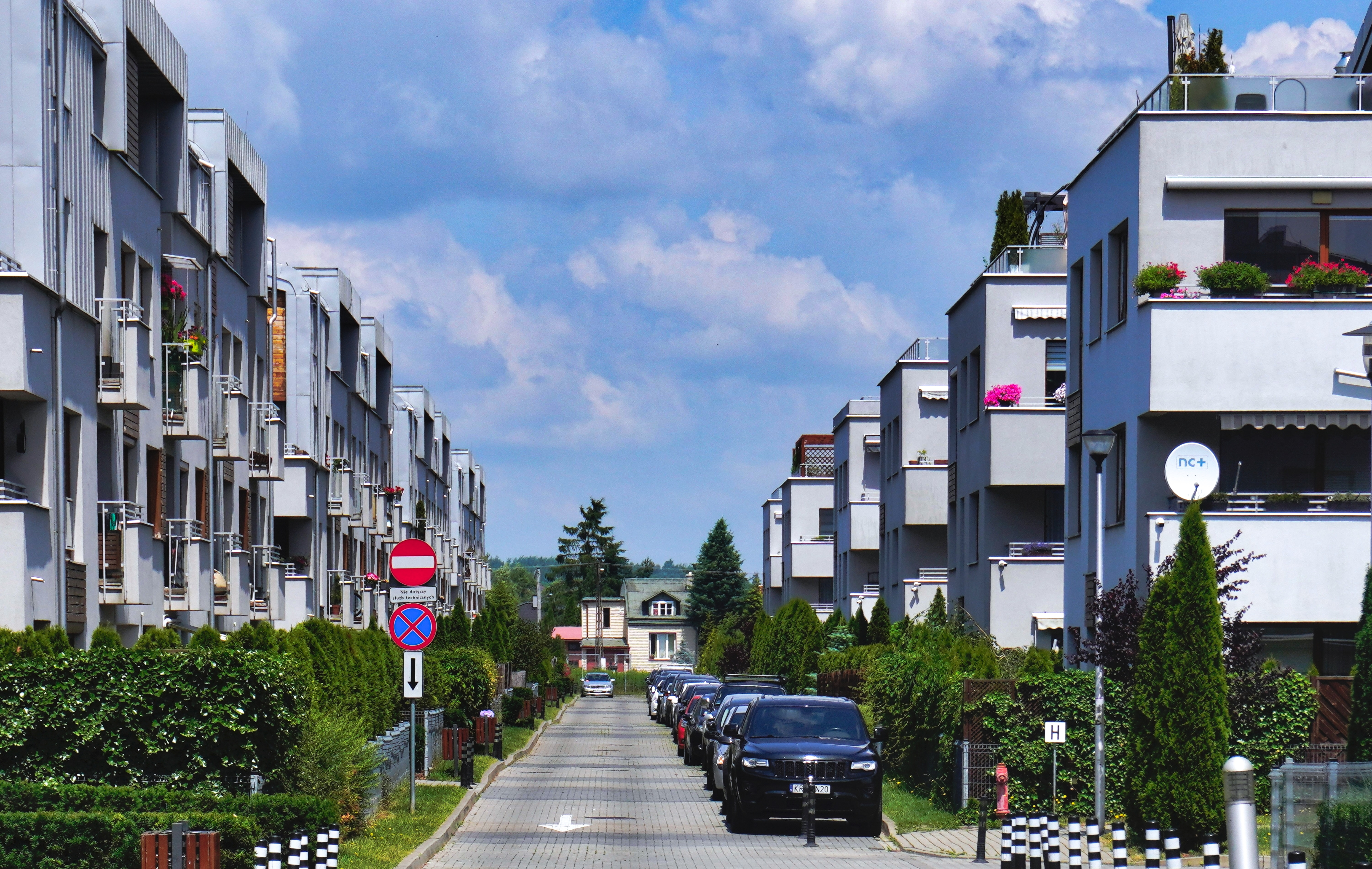
Zabudowa mieszkalna przy ulicy Chełmońskiego
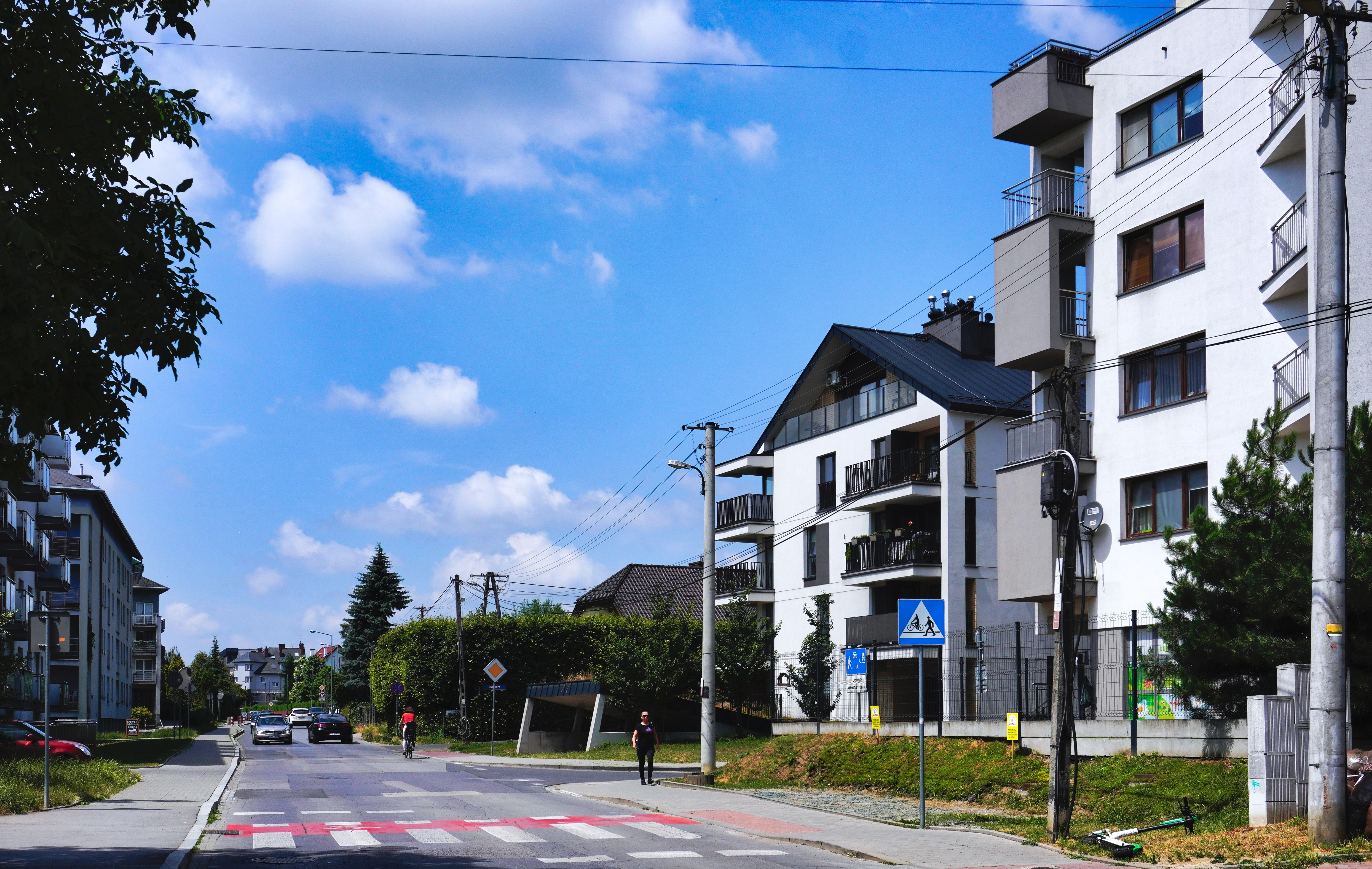
Ulica Walerego Eliasza-Radzikowskiego
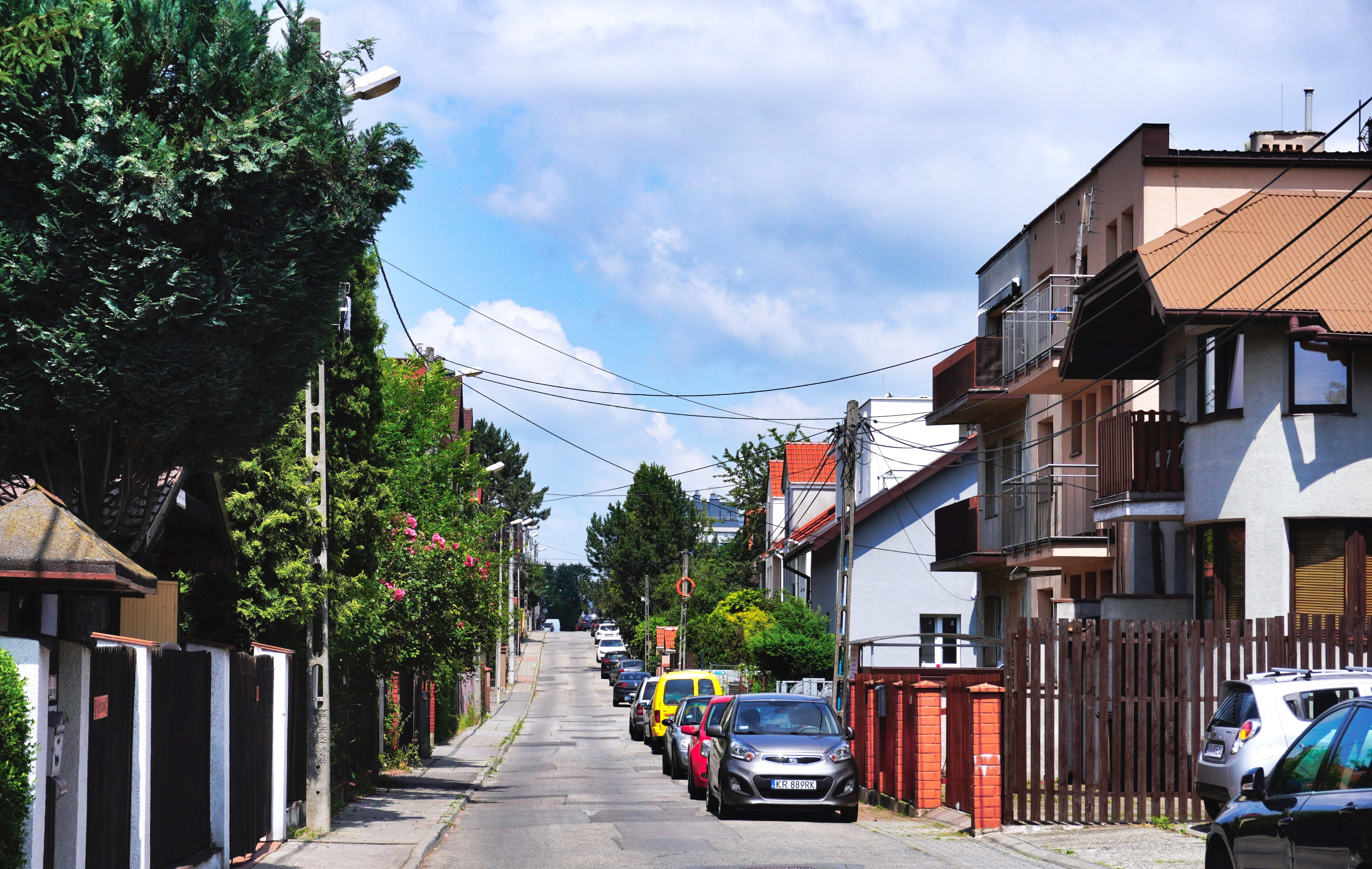
Ulica Zygmuntowska